# Tomasz Welna
Tomasz Welna (Ciechanów, Polonia, 27 de enero de 1993) es un futbolista polaco. Juega de defensor y su equipo actual es el Polonia Varsovia de la I Liga de Polonia.

## Clubes
| Club                | País    | Año         | PJ | Goles |
| ------------------- | ------- | ----------- | -- | ----- |
| Dolcan Ząbki        | Polonia | 2011 - 2012 | 12 | 0     |
| Polonia Warszawa    | Polonia | 2012 - 2013 | 3  | 0     |
| Puszcza Niepołomice | Polonia | 2013 - 2014 | 14 | 0     |
| Stomil Olsztyn      | Polonia | 2014 - 2016 | 43 | 3     |
| Aris de Limassol    | Chipre  | 2016 - 2017 | 14 | 1     |
| Olimpia Grudziądz   | Polonia | 2017 - 2019 | 36 | 0     |
| Widzew Lodz         | Polonia | 2018 - 2019 | 15 | 0     |
| Pogoń Siedlce       | Polonia | 2019 - 2020 | 15 | 1     |
| Polonia Varsovia    | Polonia | 2022 -      |    |       |